# Denain Voltaire Basket
El Denain Voltaire Basket es un equipo de baloncesto francés con sede en la ciudad de Denain, que compite en la Pro B, la segunda competición de su país. Disputa sus partidos en la  Salle Jean Degros, con capacidad para 2.500 espectadores.

## Historia

### Los inicios
El club fue creado en el patio de la escuela Voltaire de Denain en 1947 por el profesor Jean-Marie Degros. En 1949 se incorporaron a la Federación francesa de baloncesto (FFBB) y en la década siguiente fueron ascendiendo rápidamente de divisiones en el baloncesto francés. Fueron campeones de Flandres en 1951, ascendiendo a la Honneur (3ª división del baloncesto francés) en 1956. Al año siguiente (1957), el club logró la hazaña de vencer, en el patio del colegio Voltaire, en los octavos de final de la Copa de Francia, al ABC Nantes, que posteriormente quedó tercero en la Nationale (1ª división del baloncesto francés). Al final de temporada (1956-1957), el club ascendió a la Excellence (2ª división del baloncesto francés). En 1958 llegaron a la final de la Copa de Francia, perdiendo contra el Étoile de Charleville-Mézières. Dos años más tarde (1960), el club se proclamó campeón de la Copa de Francia, tras vencer en semifinales en la prórroga con tan sólo 3 jugadores en cancha, al Stade français, y derrotando en la final al CSM Auboué . Esa misma temporada (1959-1960), el club ascendió por primera vez en su historia a la Nationale.

### Un pequeño entre los grandes
En la Nationale, el club tuvo dos buenas temporadas, pero descendió a la Excellence en la temporada 1962-1963. El club solo pasó una temporada en la Excellence, ya que se proclamaron campeones en 1964 y volvieron a la 1re division. Tan sólo un año después de su regreso (1965), el club consiguió proclamarse campeón de la 1re division por primera vez en su historia. El equipo campeón tenía en plantilla a cinco escolares de la escuela Voltaire, entre ellos Jean-Pierre Staelens, quien en el año 1967 jugando en la AS Denain-Voltaire, batió el récord de puntos anotados en un partido de la Nationale 1 con 71 (actualmente sigue siendo la mayor anotación en un partido de la Betclic Élite). De 1965 a 1967, el club perdió tres finales consecutivas de la Copa de Francia. El club descendió a la Nationale 2 en 1976, pero logró volver ascender a la Nationale 1 para la temporada 1977-1978. Desde entonces, hace 46 años, el club no ha vuelto a jugar en la actual Betclic Élite. El club ganó la Copa de Francia Amateur en 1984.

### Regreso a la Pro B
En 2010, tras muchos años de ausencia en las primeras divisiones del baloncesto francés, el club ascendió a la NM1 y un año después (2011), el club regresó a la Pro B, ya que la FFBB no aceptó el ascenso del Saint-Étienne Basket. El Denain terminó decimosexto en su primera temporada (2011-2012) en la Pro B, asegurándose la permanencia para el año siguiente.
Pero en la temporada 2012-2013, el club tuvo problemas financieros y se dudaba que se pudiera jugar en la Pro B. Finalmente, unos días antes de la primera jornada contra el Châlons-Reims, la LNB ratificó al club entre los 18 de la Pro B. El comienzo de la temporada fue difícil, con bastantes derrotas en la primera parte de la temporada, ocupando el último puesto de la clasificación en las primeras jornadas, además de seguir contando con dificultades financieras. Tras 12 jornadas, el club consiguió salir de la zona de descenso, logrando a final de temporada la permanencia, tras quedar decimocuarto con un balance de 12 victorias y 22 derrotas
En 2015, tras quedar cuarto en temporada regular, el club llegó a la final de los play-offs de ascenso a la Pro A, pero perdió en 2 partidos (60-61 y 76-64) contra los Sharks d'Antibes. Desde entonces, no han logrado clasificarse para los play-offs de la Pro B, pero si consiguieron alzarse con el título de campeones de la Leaders Cup Pro B en 2018, tras vencer en la prórroga por 98-87 al Orléans Loiret Basket. El club lleva en la Pro B desde 2011 (14 años).

## Trayectoria
| Temporada | Nivel | Liga  | Pos.         | Resultado             | Copa de Francia  |
| --------- | ----- | ----- | ------------ | --------------------- | ---------------- |
| 2008–09   | 4     | NM2   | 1.er Grupo D | Ascenso               | -                |
| 2009–10   | 3     | NM1   | 4.º          | Cuartos de final      | 32.os de final   |
| 2010–11   | 3     | NM1   | 2.º          | *Ascensosemifinales   | 32.os de final   |
| 2011–12   | 2     | Pro B | 16.º         | -                     | 16.os de final   |
| 2012–13   | 2     | Pro B | 14.º         | -                     | 16.os de final   |
| 2013–14   | 2     | Pro B | 11.º         | -                     | Octavos de final |
| 2014–15   | 2     | Pro B | 4.º          | Subcampeonesplay-offs | Cuartos de final |
| 2015–16   | 2     | Pro B | 13.º         | -                     | Octavos de final |
| 2016–17   | 2     | Pro B | 12.º         | -                     | 16.os de final   |
| 2017–18   | 2     | Pro B | 10.º         | -                     | Cuartos de final |
| 2018–19   | 2     | Pro B | 15.º         | -                     | 32.os de final   |
| 2019–20** | 2     | Pro B | 7.º          | -                     | Octavos de final |
| 2020–21   | 2     | Pro B | 5.º          | Anulados              | 16.os de final   |
| 2021–22   | 2     | Pro B | 10.º         | -                     | 32.os de final   |
| 2022–23   | 2     | Pro B | 14.º         | -                     | 32.os de final   |
| 2023–24   | 2     | Pro B | 15.º         | -                     | 32.os de final   |

*El equipo ascendió a la Pro B, debido a que la LNB no aceptó el ascenso del Saint-Étienne Basket.
**La temporada fue cancelada debido a la pandemia del coronavirus.

## Denain Voltaire Basket en competiciones europeas
Copa de Europa 1965-66
| 1.ª Ronda | Collegians         | AS Denain-Voltaire  | 51-78 | 74-33 |  |
| 2.ª Ronda | AS Denain-Voltaire | CSKA Cherveno zname | 61-53 | 86-65 |  |

Recopa de Europa 1971-72
| 1.ª Ronda | AS Denain-Voltaire | Maccabi Haifa        | 91-76 | 82-109 |  |
| 2.ª Ronda | AS Denain-Voltaire | Racing Bell Mechelen | 74-68 | 90-72  |  |

Copa Korać 1972-73
| Fase de grupos | Amicale            | AS Denain-Voltaire | 62-69 | 87-66 |
| Fase de grupos | AS Denain-Voltaire | Barcelona          | 73-61 | 81-64 |

Copa Korać 1973-74
| 1.ª Ronda | AS Denain-Voltaire | Jugoplastika | 83-81 | 94-88 |  |

Copa Korać 1974-75
| 1.ª Ronda | AS Denain-Voltaire | Pineda           | 83-58 | 85-83 |  |
| 2.ª Ronda | AS Denain-Voltaire | Innocenti Milano | 96-76 | 98-74 |  |

## Palmarés

### Liga
- Nationale 1

-   -  Campeones (1): 1965

-   -  Subcampeones (2): 1966, 1971

-   - Terceros (3): 1967, 1972, 1973

- Excellence

-   -  Campeones (2): 1960, 1964

### Copa
- Copa de Francia

-   -  Campeones (1): 1960

-   -  Subcampeones (4): 1958, 1965, 1966, 1967

- Leaders Cup Pro B

-   -  Campeones (1): 2018

## Entrenadores
| - ?-1975 : Jacques Fiévé - 1975-1977 : Dragoș Nosievici - Edgar Lecerf - / Joe Demoy - Jean-Pierre Rouselle - Alain Blonde - Bernard Sobanski |  | - Michel Berger - Laurent Trachman - Patrick Verdun - Michel Berger - Pascal Dassonville - Laurent Trachman - 1980-1984 : Jean Degros |  | - 2009-enero 2013 : Marc Silvert - enero 2013-2014 : Fabrice Courcier - 2014-2017 : Jean-Christophe Prat - 2017-2022 : Rémy Valin - 2022-2023 : François Sence - 2023-2024 : Rémy Valin - 2024- : Ali Bouziane |

## Jugadores destacados
| - David Skara (2020-2021) - Maurice Acker (2013-2014) - Marquis Addison (2018-2019) - Kyle Austin (2018) - Brandon Brown (2013-2014) - Stephen Brown (2020-2021) - Dave Bustion (1974-1976) - Zena Edosomwan (2024) - Brandon Edwards (2022-2023) - John Flowers (2012-2013) - Courtney Fortson (2024) - Lance Goulbourne (2017-2018) - Grégory Hill (1965-1973) - Austin Hollins (2014-2016) - Lee Humphrey (2012-2013) - Jeb Ivey (2014-2016) - Juwann James (2011-2012) - Marcus Kitts (2012-2013) |  | - Chris Lykes (2023-2024) - Myles Mack (2021) - Nate Rohnert (2011-2012) - Kyle Spain (2016-2017) - Jay Threatt (2017-2018) - Ansley Truitt (1973-1975) - Marquis Wright (2019-2020) - Martin Zeno (2013-2014) - Antoine Belkessa (2008-2011) - Jerry Boutsiele (2014-2016) - Renaud Brocheray (2010-2012) - Jérôme Cazenobe (2014-2015, 2016-2019) - Isaïa Cordinier (2015-2016) - Jean Degros (1957-1973) - Valéry Demory (1981-1982) - Neftali Difuidi (2023-) - Hervé Dubuisson (1973-1975) - Jean Fabianek - Jacques Fiévé - Francis Flamme (1966-1968) |  | - Clément Frisch (2021-2022) - Pierre Galle (1977-1978) - Benoît Gillet (2014-2017, 2023-) - William Howard (2014-2015) - Lamine Kanté (2011-2012) - Edgar Lecerf - Daniel Ledent (1965-1972) - Frédéric Minet (2009-2012) - Tony Parker Sr - Pierric Poupet (2013-2014, 2016-2020) - Anthony Racine (2020-2021) - Julien Sauret (2010-2011) - Jean-Pierre Staelens (1964-1969, 1970-1978) - Elvar Friðriksson (2018) - Tyran De Lattibeaudiere (2019-2020) - Chima Moneke (2018-2019) - Chris-Ebou Ndow (2019-2021) - Johan Löfberg (2022-2023) - / Yunio Barrueta (2017-2018) - / Joe Demoy - / Bob Wymbs (1977-1978) - / Duane Morgan (2023) |  | - / Ryan Rossiter (2011-2012) - / Divine Myles (2021-2022) - / Boakai Lalugba (2010-2011) - / David Efianayi (2021-2022) - / Michael Oguine (2022-2023) - / Chuba Ohams (2022-2023) - / Akeem Williams (2018-2019) - / Billy Ouattara (2014-2015) - / Kristofer Acox (2018) - / Ruphin Kayembe (2020-2021) - / Lien Phillip (2023-) |